# Skalice, Hradec Králové
Skalice là một làng thuộc huyện Hradec Králové, vùng Královéhradecký, Cộng hòa Séc.